# Alucita nasuta
Alucita nasuta är en fjärilsart som beskrevs av Philipp Christoph Zeller 1877. Alucita nasuta ingår i släktet Alucita och familjen mångfliksmott, (Alucitidae). Inga underarter finns listade i Catalogue of Life.